# Hospital de Caridade e Beneficência de Cachoeira do Sul
O Hospital de Caridade e Beneficência (HCB) é o principal hospital de Cachoeira do Sul e um dos mais importantes do interior do Rio Grande do Sul, atendendo não só a população da cidade mas também de municípios vizinhos. Por ser um hospital público e que possui diversos serviços, como raio-X, tomografia, serviço de oncologia e cardiologia, é o mais procurado. De fato, por ficar no extremo sul da cidade, o acesso da população da zona norte da cidade é difícil para emergência, sendo facilitado com o asfaltamento de todo o trajeto até o hospital, desde o Hotel União.
O hospital também é responsável pela Unidade de Pronto Atendimento da cidade.